# برایان آگیره
برایان آگیره (انگلیسی: Brian Aguirre؛ زادهٔ ۶ ژانویهٔ ۲۰۰۳) بازیکن فوتبال اهل آرژانتین است که در حال حاضر برای باشگاه فوتبال نیولز اولد بویز بازی می‌کند. 
وی همچنین در تیم‌های ملی فوتبال زیر ۱۶ سال و زیر ۲۰ سال آرژانتین بازی کرده است.